# L'Incroyable Hulk (téléfilm)
Pour plus de détails, voir Fiche technique et Distribution.
L'Incroyable Hulk (The Incredible Hulk) est un téléfilm américain réalisé par Kenneth Johnson, diffusé aux États-Unis le 4 novembre 1977 sur CBS.
Le long-métrage sorti au cinéma en France le 13 juin 1979, après sa présentation au Festival d'Avoriaz, est en réalité un montage de 100 minutes regroupant 65 minutes du téléfilm pilote et 35 minutes de l'épisode 5 de la saison 1 : 747.

## Synopsis
David Banner est un scientifique qui étudie les aptitudes humaines à l'institut Culver. Ayant constaté que certaines personnes, dans un état de stress maximal et associé à un niveau élevé de rayonnement gamma, ont fait preuve de capacités physiques surhumaines leur permettant de sauver leurs proches et persuadé du fait qu'il aurait pu sauver sa femme dans un accident mortel de la route si les deux conditions avaient été réunis, il décide d'expérimenter sur lui et sans tierce personne pour l'assister, une dose massive de rayons gamma et subit une transformation de son physique. Il devient une créature gigantesque verte d'une puissance peu commune. Un journaliste, Jack McGee, toujours à la recherche d'un article à sensation découvre que la créature a fait une apparition auprès des habitants de la région. Il décide de rendre visite à Banner pour connaître le but de ses travaux scientifiques...

## Fiche technique
Sauf indication contraire, les informations mentionnées dans cette section peuvent être confirmées par la base de données cinématographiques IMDb,  présente dans la section « Liens externes ».
- Titre original : The Incredible Hulk
- Titre français : L'Incroyable Hulk
- Réalisation : Kenneth Johnson
- Scénario : Kenneth Johnson, d'après la bande dessinée de Stan Lee et Jack Kirby
- Musique : Joseph Harnell
- Direction artistique : Charles R. Davis
- Décors : Gary Moreno
- Costumes : Charles Waldo
- Photographie : Howard Schwartz et John McPherson
- Son : James F. Rogers, Kyle Wright et Claude Riggins
- Montage : Alan C. Marks et Jack W. Shoengarth
- Production : Kenneth Johnson
  - Production associée : Craig Schiller
- Sociétés de production[2] : Universal Television
- Sociétés de distribution : CBS (États-Unis - Diffusion TV) ; Cinema International Corporation (France et Belgique)
- Budget : n/a
- Pays de production :  États-Unis
- Langue originale : anglais
- Format[3] : couleur (Technicolor) - 35 mm - 1,33:1 (Format 4/3) - son Mono
- Genre : action, aventures, drame, science-fiction
- Durée : 95 minutes
- Date de diffusion :
  - États-Unis : 4 novembre 1977[4],[5]
- Dates de sortie[5] :
  - France : 13 juin 1979
- Classification[6] :
  - France : tous publics

## Distribution
- Bill Bixby (VF version télé: Daniel Gall ; VF version ciné: Dominique Paturel[1]) : le docteur David Bruce Banner
- Jack Colvin (VF : Jean-Louis Maury) : Jack McGee
- Lou Ferrigno : Hulk
- Susan Sullivan (VF : Céline Monsarrat)  : Dr. Elaina Marks
- Susan Batson : Madame Maier
- Mario Gallo : Monsieur Bram
- Eric Server : le policier en uniforme
- Charles Siebert : Ben
- Terrence Locke : l'enfant
- June Whitley Taylor : la mère de famille
- George Brenlin : l'homme du lac
- Jake Mitchell : Jerry
- William Larsen : le prêtre
- Olivia Barash : la fillette du lac
- Eric Deon : B.J.

## Vidéo
Le long-métrage a été édité en DVD + Blu-ray, dans les bonus du coffret de la saison 5 sorti en 2018.